# Kiss Virág Magdolna
Kiss Virág Magdolna (Budapest, 1972. június 12. –) magyar színésznő, szinkronszínész, szinkronrendező. Natalia Oreiro szinkronizálásával vált híressé.

## Élete
Általános iskolai tanulmányait az Operaház Gyermekkórusának Általános Iskolájában, középiskolai tanulmányait a Bartók Béla Zeneművészeti Szakközépiskola szolfézs-karvezetői szakán végezte. Később a Gór Nagy Mária Színitanodában tanult, ahol Mensáros László volt az osztályfőnöke.
Kiss Virág csatornahangként is ismert a Story4-ről (korábban Story5).
Párja Joshi Bharat.

## Filmjei

### Tévéfilmek
- Egy diáktüzér naplója (1992)
- Szomszédok (1994)

## Szinkronszerepei

### Anime/Mese/Rajzfilm
| Mese                                | Szereplő                 |
| ----------------------------------- | ------------------------ |
| Appleseed - A jövő harcosai (movie) | Niké                     |
| Avatár – Aang legendája             | Ty Lee                   |
| Beverly Hills Tini Klub             | Larke Tanner             |
| Bleach                              | Souma Yoshino            |
| Blood+                              | Díva                     |
| Chrono Crusade                      | Kate Valentine nővér     |
| Ninja Scroll (movie)                | Zakuro                   |
| Pindúr pandúrok                     | Csuporka                 |
| Pókember                            | Mary Jane Watson         |
| Sailor Moon                         | Aino Minako/Sailor Venus |
| Yu Yu Hakusho                       | fiatal Genkai            |
| Naruto (Animax-változat)            | Orocsimaru (női testben) |
| Totál Dráma Világturné              | Blaineley                |

### Sorozat
| Sorozat                           | Szereplő                              | Színész                     |
| --------------------------------- | ------------------------------------- | --------------------------- |
| Árva angyal                       | Viviana Meijer de San Román           | Nailea Norvind              |
| 24                                | Jamey Farrell                         | Karina Arroyave             |
| 4400                              | Isabelle Tyler                        | Megalyn Echikunwoke         |
| 10-8: Veszélyes őrjárat           | Anna Valero                           | Alex Meneses                |
| 13-as raktár                      | Helena G. Wells                       | Jaime Murray                |
| A halottkém                       | Dr. Sunita Ramen (Sunny)              | Suleka Mathew               |
| A klón                            | Jade Mebárek de Hashim                | Sandra Echeverría           |
| Alias                             | Kelly Peyton                          | Amy Acker                   |
| A mélység fantomja                | Dr. Laura Daughtery                   | Lake Bell                   |
| A mostoha                         | Fabiola de Mendizabál                 | Sabine Moussier             |
| A múlt börtönében                 | Fabiola Mascaró                       | África Zavala               |
| A Narancsvidék                    | Alex Kelly                            | Olivia Wilde                |
| Andromeda (AXN verzió)            | Andromeda Ascendant                   | Lexa Doig                   |
| A nemesi ház                      | Venus Pooh                            | Tia Carrere                 |
| A palota ékköve                   | Sin-bi                                | ??? (Han Ji-min)            |
| A parti örség                     | Kate McGregor hadnagy                 | Lisa McCune                 |
| A végzet hatalma                  | Lucía Lomeli Curiel                   | Sandra Echeverría           |
| Az én bűnöm                       | Justina Huerta                        | Sabine Moussier             |
| Az ügyosztály                     | Candice DeLorenzo nyomozó (C.D.)      | Tracey Needham              |
| A Waikiki páros                   | Nui Shaw                              | Elise Sniffen - Kayla Blake |
| Áldott jó nyomozó                 | Dr. Samantha Kohl                     | Madeleine Stowe             |
| Baywatch                          | April Giminski                        | Kelly Packard               |
| Bűnös vágyak                      | Carmina Bouvier                       | Sabine Moussier             |
| Capri - Az álmok szigete          | Carolina Scapece                      | Bianca Guaccero             |
| Chris Isaac Show                  | Stephanie Furst                       | Bridget Fonda               |
| Csajok                            | Toni Childs                           | Jill Marie Jones            |
| Csillagkapu: Atlantisz            | Dr. Jennifer Keller                   | Jewel Staite                |
| Doc Martin                        | Pauline Lamb                          | Kathrine Parkinson          |
| Döglött akták                     | Lilly Rush                            | Kathryn Morris              |
| Ed (Hallmark verzió)              | Carol Vessey                          | Julie Bowen                 |
| Egy argentin New Yorkban          | Verónica De Ricci                     | Natalia Oreiro              |
| Esküdt ellenségek                 | Alexandra Cabot                       | Stephanie March             |
| Édes, drága titkaink              | Lisa George                           | Zoe McLellan                |
| Édes élet olasz módra             | Jackie O’Grady                        | Debi Mazar                  |
| Fekete nyíl                       | Livia                                 | Galatea Ranzi               |
| Firefly                           | Zoe Washburne (2. hang)               | Gina Torres                 |
| Futballista feleségek             | Donna Walmsley                        | Kathrine Monaghan           |
| Gimidili                          | Grace Vasquez                         | Victoria Sanchez            |
| Gyagyás család                    | Flavia                                | Luciana Salazar             |
| Huff                              | Kelly Knippers                        | Faith Prince                |
| Kachorra – az ártatlan szökevény  | Antonia Guerrero/Rosario Achával      | Natalia Oreiro              |
| Kalandos nyár                     | Čve                                   | Čve Peyrieux                |
| Kés alatt                         | Gina Russo                            | Jessalyn Gilsig             |
| Könnyek királynője                | Lucero Vásquez Rojas                  | África Zavala               |
| Kötelező ítélet                   | Alexandra Cabot                       | Stephanie March             |
| Lost – Eltűntek                   | Claire Littleton                      | Emilie de Ravin             |
| Malubui szívtiprók                | Casey                                 | Tia Texada                  |
| María la del Barrio               | María Hernández de la Vega            | Thalía                      |
| María Mercedes                    | María Mercedes                        | Thalía                      |
| Nancy ül a fűben                  | Vaneeta                               | Indigo                      |
| Office                            | Angela Martin                         | Angela Kinsey               |
| Otthonunk                         | Leah Patterson-Baker (2. hang)        | Ada Nicodemou               |
| Pacific Blue                      | Cory McNamara (2. hang)               | Paula Trickey               |
| Parti nyomozók                    | Vicky                                 | Cay Helmich                 |
| Pindúr Pandúrok                   | Csuporka                              | Maya Rudolph                |
| Psych – Dilis detektívek          | Juliet O'Hara                         | Maggie Lawson               |
| Róma                              | Octavia of the Julii                  | Kerry Condon                |
| Salomé                            | Martha                                | Paty Díaz                   |
| So little time-Az ikrek Malibuból | Teddy                                 | Natashia Williams           |
| South Beach                       | Maggie Murphy                         | Meghan Ory                  |
| Sweet Valley High                 | Renata Vargas                         | Andrea Savage               |
| Szerelmek Saint Tropez-ban        | Valentine Dulac                       | Christine Lemler            |
| Testvérek                         | Julia Walker                          | Sarah Jane Morris           |
| Te vagy az életem                 | Esperanza Munoz (Monita)              | Natalia Oreiro              |
| Tremors                           | Jodi Chang                            | Lela Lee                    |
| Vad angyal                        | Milagros Esposito-Di Carlo de Miranda | Natalia Oreiro              |
| Vadmacska                         | Camelia Valente                       | Majorie De Sousa            |
| Vízitükör                         | Gabrielle Castella                    | Cristinana Réali            |
| A Silla királyság ékköve          | ChunMyung hercegnő                    | Park Ye-Jin                 |

### Film
| Film                                       | Szereplő              | Színész              |
| ------------------------------------------ | --------------------- | -------------------- |
| Doktor Zsivágó                             | Tonya Gromiko Zsivágó | Alexandra Maria Lara |
| Csavard be, mint Beckham                   | Pinky Bhamra          | Archie Panjabi       |
| A gödör                                    | Daisy                 | Emma Griffiths Malin |
| Dirty Dancing 2. – Piszkos tánc            | Katey Miller          | Romola Garai         |
| Halálos kitérő                             | Jessie Burlingame     | Eliza Dushku         |
| Londoni csapás                             | Chon Lin              | Fann Wong            |
| Sikoly                                     | Casey Becker          | Drew Barrymore       |
| Sikoly 2.                                  | Hallie McDaniel       | Elise Neal           |
| Sikoly 3.                                  | Angelina Tyler        | Emily Mortimer       |
| Tudom, mit tettél tavaly nyáron            | Elsa Shivers          | Bridgette Wilson     |
| Még mindig tudom, mit tettél tavaly nyáron | Nancy                 | Jennifer Esposito    |
| Vér: Az utolsó vámpír                      | Saya                  | Gianna Jun           |
| Vissza a jövőbe                            | Jennifer Parker       | Elisabeth Shue       |
| Vissza a jövőbe II.                        | Jennifer Parker       | Elisabeth Shue       |
| Vissza a jövőbe III.                       | Jennifer Jane Parker  | Elisabeth Shue       |
| Jane Eyre                                  | Jane                  | Charlotte Gainsbourg |